# Gran Premio de Argentina de Motociclismo de 1982
El Gran Premio de Argentina de Motociclismo de 1982 fue la primera prueba de la temporada 1982 del Campeonato Mundial de Motociclismo. El Gran Premio se disputó el 28 de marzo de 1982 en el Autódromo Oscar y Juan Gálvez.
En realidad corrieron las 3 clases en el circuito número 3 de 3.984 metros de extensión.

## Resultados 500cc
En categoría reina, recital de las Yamaha con victoria del estadounidense Kenny Roberts, que ya había conseguido la pole position, seguido de su compatriota Barry Sheene. El también estadounidense Freddie Spencer cerró el podio.
| Pos.     | Piloto             | Equipo     | Tiempo     | Pts. |
| -------- | ------------------ | ---------- | ---------- | ---- |
| 1        | Kenny Roberts      | Yamaha     | 50:44.820  | 15   |
| 2        | Barry Sheene       | Yamaha     | +0.670     | 12   |
| 3        | Freddie Spencer    | Honda      | +1.370     | 10   |
| 4        | Franco Uncini      | Suzuki     | +5.660     | 8    |
| 5        | Marco Lucchinelli  | Honda      | +12.630    | 6    |
| 6        | Takazumi Katayama  | Honda      | +45.560    | 5    |
| 7        | Marc Fontan        | Yamaha     | +48.590    | 4    |
| 8        | Kork Ballington    | Kawasaki   | +55.800    | 3    |
| 9        | Jack Middelburg    | Suzuki     | +1:21.060  | 2    |
| 10       | Loris Reggiani     | Suzuki     | +2:05.610  | 1    |
| 11       | Boet van Dulmen    | Suzuki     | +1 Vuelta  |      |
| 12       | Bernard Fau        | Suzuki     | +1 Vuelta  |      |
| 13       | Graziano Rossi     | Yamaha     | +1 Vuelta  |      |
| 14       | Roberto Pietri     | Suzuki     | +1 Vuelta  |      |
| 15       | Philippe Coulon    | Suzuki     | +1 Vuelta  |      |
| 16       | Michel Frutschi    | Sanvenero  | +1 Vuelta  |      |
| 17       | Sergio Pellandini  | Suzuki     | +1 Vuelta  |      |
| 18       | Jon Ekerold        | Suzuki     | +1 Vuelta  |      |
| 19       | Guy Bertin         | Sanvenero  | +1 Vuelta  |      |
| 20       | Marco Greco        | Suzuki     | +2 Vueltas |      |
| Ret      | Randy Mamola       | Suzuki     | Ret        |      |
| Ret      | Anton Mang         | Kawasaki   | Ret        |      |
| Ret      | Eduardo Alemán     | Yamaha     | Ret        |      |
| Ret      | Seppo Rossi        | Suzuki     | Ret        |      |
| Ret      | Virginio Ferrari   | Suzuki     | Ret        |      |
| Ret      | Giovanni Pelletier | Morbidelli | Ret        |      |
| Ret      | Graeme Crosby      | Yamaha     | Ret        |      |
| Sources: |                    |            |            |      |

## Resultados 350cc
El triunfo en 350cc. fue para el venezolano Carlos Lavado, con Yamaha, que se impuso en un final dramático al francés Jean-François Baldé, con Kawasaki. A lo largo de las 30 vueltas al circuito, el duelo entre ambos fue lo más destacado.
| Pos. | Piloto                | Moto              | Tiempo     | Pts. |
| ---- | --------------------- | ----------------- | ---------- | ---- |
| 1    | Carlos Lavado         | Yamaha            | 48:59.680  | 15   |
| 2    | Jean-François Baldé   | Kawasaki          | +4.870     | 12   |
| 3    | Didier de Radiguès    | Chevallier-Yamaha | +50.050    | 10   |
| 4    | Éric Saul             | Chevallier-Yamaha | +51.360    | 8    |
| 5    | Jacques Cornu         | Yamaha            | +1:12.100  | 6    |
| 6    | Gustav Reiner         | Bimota-Yamaha     | +1 Vuelta  | 5    |
| 7    | Eduardo Alemán        | Yamaha            | +1 Vuelta  | 4    |
| 8    | Victorio Minguzzi     | Yamaha            | +1 Vuelta  | 3    |
| 9    | Fernando Cerdera      | Yamaha            | +2 Vueltas | 2    |
| 10   | Harald Eckl           | Yamaha            | +2 Vueltas | 1    |
| 11   | Vincenzo Cascino      | Yamaha            | +2 Vueltas |      |
| 12   | Yervant Samirdjian    | Yamaha            | +2 Vueltas |      |
| 13   | Pancracio Catania     | Yamaha            | +2 Vueltas |      |
| 14   | Oscar Foggia          | Yamaha            | +3 Vueltas |      |
| Ret  | Patrick Fernandez     | Bartol            | Ret        |      |
| Ret  | Martin Wimmer         | Yamaha            | Ret        |      |
| Ret  | Jeffrey Sayle         | Armstrong         | Ret        |      |
| Ret  | Graeme McGregor       | Yamaha            | Ret        |      |
| Ret  | Antonio Jorge Neto    | Yamaha            | Ret        |      |
| Ret  | Tony Rogers           | Armstrong         | Ret        |      |
| Ret  | Anton Mang            | Kawasaki          | Ret        |      |
| Ret  | Mercelo Diez          | Yamaha            | Ret        |      |
| Ret  | Rafael Olavarria      | Yamaha            | Ret        |      |
| Ret  | Alfredo Ríos          | Yamaha            | Ret        |      |
| Ret  | Adilou Mendez         | Yamaha            | Ret        |      |
| Ret  | Lucilo Baumer         | Yamaha            | Ret        |      |
| Ret  | Roberto Vaneta        | Siroko            | Ret        |      |
| Ret  | Upiratan Rios         | Yamaha            | Ret        |      |
| Ret  | Ricardo Blanco        | Yamaha            | Ret        |      |
| Ret  | Miguel Ángel Silveira | Yamaha            | Ret        |      |

## Resultados 125cc
En el octavo de litro, doblete español en el Gran Premio de apertura de la temporada. Ángel Nieto empieza como acabó la temporada anterior con una victoria muy luchada con el piloto local Hugo Vignetti, que luchó hasta la última vuelta por la victoria hasta que se quedó sin motor faltando escasos metros, cruzando la línea empujando su moto, mientras que Ricardo Tormo le acompaña en el podio. El argentino Willy Pérez consiguió un importante 3.º lugar delante de su afición.
| Pos. | Piloto              | Moto       | Tiempo     | Pts. |
| ---- | ------------------- | ---------- | ---------- | ---- |
| 1    | Ángel Nieto         | Garelli    | 45:32.490  | 15   |
| 2    | Ricardo Tormo       | Sanvenero  | +2.320     | 12   |
| 3    | Willy Pérez         | MBA        | +28.770    | 10   |
| 4    | August Auinger      | Bartol-MBA | +29.000    | 8    |
| 5    | Iván Palazzese      | MBA        | +29.210    | 6    |
| 6    | Pier Paolo Bianchi  | Sanvenero  | +32.580    | 5    |
| 7    | Hugo Vignetti       | Sanvenero  | +1:05.120  | 4    |
| 8    | Eugenio Lazzarini   | Garelli    | +1:05.450  | 3    |
| 9    | Gerhard Waibel      | Seel-MBA   | +1:23.840  | 2    |
| 10   | Per-Edvard Carlsson | Bakker-MBA | +1:39.870  | 1    |
| 11   | Miguel Gonzales     | MBA        | +1 Vuelta  |      |
| 12   | Norberto Gatti      | MBA        | +2 Vueltas |      |
| 13   | Oscar Recouso       | MBA        | +2 Vueltas |      |
| 14   | José Luis Sosa      | MBA        | +2 Vueltas |      |
| 15   | Jean-Claude Selini  | MBA        | +2 Vueltas |      |
| 16   | Juan Bocoy          | MBA        | +2 Vueltas |      |
| 17   | Fabian Gonzales     | MBA        | +2 Vueltas |      |
| 18   | Antonio Barbosa     | Honda      | +3 Vueltas |      |
| Ret  | Hans Müller         | MBA        | Ret        |      |
| Ret  | Alfred Waibel       | MBA        | Ret        |      |
| Ret  | Alex Bedford        | MBA        | Ret        |      |
| Ret  | Henk van Kessel     | MBA        | Ret        |      |
| Ret  | Iván Troisi         | MBA        | Ret        |      |
| Ret  | Peter Sommer        | MBA        | Ret        |      |
| Ret  | Andrés Sánchez      | Sanvenero  | Ret        |      |
| Ret  | Franco Incorvaia    | MBA        | Ret        |      |
| Ret  | Dario Casais        | MBA        | Ret        |      |
| Ret  | Jaime Bustamante    | MBA        | Ret        |      |
| Ret  | Miguel Gugliara     | MBA        | Ret        |      |